# Donja Šemnica
Donja Šemnica falu Horvátországban Krapina-Zagorje megyében. Közigazgatásilag Krapina községhez tartozik.

## Fekvése
Krapina központjától 7 km-re délkeletre fekszik.

## Története
A falunak 1857-ben 624, 1910-ben 1132 lakosa volt. Trianonig Varasd vármegye Krapinai járásához tartozott. 2001-ben a falunak 1003 lakosa volt.

## Külső hivatkozások
Krapina város hivatalos oldala